# Marko Peljhan
Marko Peljhan (Sempeter pri Gorici, 1969) is een Sloveens regisseur, wetenschapper en mediakunstenaar. In zijn kunst en wetenschappelijk onderzoek staat de invloed van technologische en economische ontwikkelingen op geopolitieke kwesties zoals oorlog en milieu centraal. Zijn werk bestaat uit diverse multimedia projecten en media-installaties. Peljhan woont afwisselend in Los Angeles (V.S.), Riga (Letland) en Ljubljana (Slovenië).

## Levensloop en carrière
In 1969 werd Marko Peljhan geboren in Šempeter pri Gorici, een plaats in het westen van Slovenië die deel uitmaakt van de gemeente Šempeter-Vrtojba in de regio Primorska. Hij studeerde van 1988 tot 1992 theater-, film- en radioregie aan de Universiteit van Ljubljana.
Zijn artistieke en wetenschappelijke carrière loopt in het begin parallel aan het in de jaren negentig ingezette proces van globalisering en digitalisering en het uiteenvallen van Joegoslavië en de onafhankelijkheid van Slovenië. Vooral in zijn vroege carrière wijdde Peljhan veel aandacht aan de invloed die multimedia, communicatiesystemen, radio, televisie, en satellietverbindingen hebben gehad op de oorlogsvoering in Joegoslavië.
Ook in zijn latere werken komen wetenschappelijk onderzoek, techniek en kunst samen. Zijn werken draaien veelal rond communicatie, transport en surveillance en welke rol deze elementen spelen binnen internationale politieke, economische en militaire machtssystemen.
Het werk van Peljhan is gepresenteerd en bekroond op tal van biënnales en festivals en tentoongesteld in diverse musea over de hele wereld. Sinds 2009 is Marko Peljhan verbonden aan de universiteit van Santa Barbara als universitair docent interdisciplinaire studies.

## Initiatieven en samenwerking
Begin jaren negentig ontwikkelde de Moderna Galerija in Ljubljana zich als het voornaamste instituut ter conservering en promotie van contemporaine Sloveense kunst in Slovenië. Centraal in de door dit museum geïnitieerde kunstprojecten stond de vraag naar over hoe men in Slovenië diende om te gaan met het recente oorlogsverleden. Peljhan werkte onder dit thema aan meerdere exposities samen met de Moderna Galerija. Voorbeelden uit deze vroege periode zijn de kunstinstallaties Egorhytms (1992) en Terminal (1996) waarbij routes van transportvliegtuigen gevolgd kunnen worden over het territorium van Slovenië naar hun bestemming in Kroatië, Bosnië en Herzegovina.
In 1992 richtte Peljhan Projekt Atol op, een organisatie voor interdisciplinaire productie van kunstprojecten, tactische media, publicaties, onderwijs, community platforms, operaties op het gebied van productie- en communicatie-infrastructuur en wetenschappelijk en technologisch onderzoek. De organisatie werd een platform voor Sloveense conceptuele kunstenaars om hun werk internationaal onder de aandacht te brengen.
In 1995 was Peljhan één van de medeoprichters van het Ljudmil New Media Laboratory in Ljubljana. Eén van zijn bekendste projecten, Makrolab, presenteerde hij voor het eerst op de Documenta in 1997 en in 2003 op de vijftigste Biënnale van Venetië. Makrolab is ontworpen als een complexe systeemomgeving en machine om wereldwijde communicatie-, weer-/klimaats- en migratiesystemen te onderzoeken als drie complexe en onderling verbonden domeinen. Het Makrolab doet nu dienst als onderzoekslab op Antartica.
In Slovenië was Peljhan één van de initiatiefnemers van de oprichting van het Centre of Excellence for Space, Science and Technology, en in 1998 begon hij actief te werken in ruimte- en luchtvaartonderzoek.
Samen met de Amerikaans-Canadese kunstenaar Matthew Biederman runt Peljhan sinds 2008 het Arctic Perspective Initiative, dat is gewijd aan de mondiale betekenis van de Arctische geopolitieke, natuurlijke en culturele sfeer. Het werk werd gepresenteerd op zijn overzichtstentoonstelling Coded Utopia in de Moderna Galerija in 2011.

## Prijzen en onderscheidingen
- 2000: Internationale Media Kunstprijs uitgereikt door het ZKM Karlsruhe, Duitsland.
- 2001: Gouden Nika Prix Ars Electronica voor het werk Polar, dat hij samen met de Duitse kunstenaar Carsten Nicolai creëerde.
- 2004: Tweede prijs Unesco Digital Media Art Award voor Makrolab.

## Exposities (selectie)
Peljhans werk werd internationaal tentoongesteld op meerdere biënnales en festivals (Venetië, Gwangju, Brussel, Manifesta, Johannesburg, Istanbul), op Documenta X in Kassel, op verschillende ISEA- (International Symposium on Electronic Art) tentoonstellingen, op verschillende Ars Electronica tentoonstellingen en grote musea, zoals het P.S.1 MOMA, ICC NTT Tokyo en YCAM Yamaguchi. De Moderna Galerija Ljubljana in Slovenië heeft verschillende werken van Peljhan in collectie. Eén van zijn werken, Territory (1995) is in 2011 aangekocht door het Van Abbemuseum te Eindhoven.
Een selectie van exposities:
- 1992: Egorhytms, Museum of Modern Art Lljubljana, Slovenië.
- 1996: Terminal Sense of Order, Museum of Modern Art Lljubljana, Slovenië.
- 1997: Makrolab, Documenta X, Duitsland.
- 1998: System -7 (resolution series) Projekt Atol, Mala Galerija, Slovenië.
- 2003: Makrolab, Biënnale Venetië, Italië.
- 2008: Space is the place, Contemporary arts center, Verenigde Staten
- 2010: FAQ Serbia, Austrian Cultural Form, Verenigde Staten
- 2011: Coded Utopia, Slovenie.
- 2011: The Pilgrim, the Tourist, the Flaneur (and the Worker) Play Van Abbe Part 4, Van Abbe Museum, Nederland.
- 2011: "No Network" - 1st TIME MACHINE Biennial of Contemporary Art, BIENNALE OF CONTEMPORARY ART, Bosnie en Herzegovina
- 2014: FIELDS exhibition, LNMM, EXHIBITION HALL ARSENALS, Litouwen
- 2018: Matthew Biederman & Marko Peljhan: Fragile Safari, PAVED ARTS, Canada
- 2018: Selection from the Collections of Moderna Galerija, Arteast 2000+ and National Collections, +MSUM - MUSEUM OF CONTEMPORARY ART METELKOVA, Slovenië.
- 2019: Images Of A Landscape, MUSEUM OF MODERN AND CONTEMPORARY ART KOROŠKA, GALLERY SLOVENJ GRADEC, Slovenië.
- 2020: From what will we reassemble ourselves, Framer Framed, Nederland.

## Projecten
- 1992: Oprichting van de kunstorganisatie Projekt Atol die zich bezighoudt met performance art, visuele kunst, situations and communications.
- 1995: Mede-oprichter van het eerste Open Acces Digital Media Lab te Llubljana.
- 1995: Oprichting van de technologische tak van de kunstorganisatie Atol: PACT Systems.
- 1999: Projekt Atol Flight Operations opgestart verbonden aan het Joeri Gagarin Cosmonaut Trainingcenter voor het organiseren van parabolische vluchten. Tevens dit jaar oprichting van het Makrolab Project.
- 2001: Member of the strategic council for information society/ Republic Slovenia.
- 2001: Transhub - 01 (Mobiel Media Lab), rondreizend.

## Verder lezen
- 'Free Enterprise: The Art of Citizen Space Exploration' looks up, LOS ANGELES TIMES 02/02/2013
- Marko Peljhan Will Represent Slovenia at 2019 Venice Biennale, ARTNEWS 20/04/2018
- Part 9: ‘Matter as a Hope of Finding Some Answers.’ Slovenia, MAP MAGAZINE 01/08/2019